# Liverpool Metropolitan Cathedral
Metropolitan Cathedral of Christ the King (som oftest kendt som Liverpool Metropolitan Cathedral) er en romersk-katolsk katedral i Liverpool, Merseyside i England. Katedralen er sædet for ærkebiskoppen af Liverpool og det romersk-katolske ærkestift i Liverpool. Metropolitan Cathedral er én af to katedraler i byen. Den anden, den anglikanske Liverpool Cathedral, der ligger omtrent 800 meter længere mod syd. Metropolitan Cathedral er lokalt også kendt som "Paddy's Wigwam" og "Mersey Funnel".
Opførelsen af katedralen blev påbegyndt i 1962, og det tog fem år før den stod færdig. Den blev opført efter et projekt af den engelske arkitekt Frederick Gibberd. Der havde været forslag om en katolsk katedral i Liverpool i 1853, 1933, og 1953.